# Купа на Аматьорската футболна лига 1999/00
Тази страница представя турнира за Купата на Аматьорската футболна лига, проведен през сезон 1999/00.

## Четвъртфинали
| Феърплей-Порт (Варна)             | 1:0 | Чикаго Атлетик (Тръстеник) |
| Георги Дамяново (Георги Дамяново) | ?:? | ?                          |
| Локомотив (Нови Искър)            | ?:? | ?                          |
| Сокол (Марково)                   | 3:2 | Ботев (Гълъбово)           |

## Полуфинали
| Феърплей-Порт (Варна) | 5:1 | Георги Дамяново (Георги Дамяново) |
| Сокол (Марково)       | 1:0 | Локомотив (Нови Искър)            |

## Финал
| 17 май 2000, Стадион „Славия“, гр. София, 1000 зрители |                  |                 |
| Феърплей-Порт (Варна)                                  | 0:0, с дузпи 4:3 | Сокол (Марково) |